# Nudaurelia krucki
Nudaurelia krucki is een vlinder uit de familie nachtpauwogen (Saturniidae), onderfamilie Saturniinae.
De wetenschappelijke naam van de soort is voor het eerst geldig gepubliceerd door Hering in 1930.

## Andere combinaties
- Imbrasia krucki (Hering, 1930)